# Alfred Wilm
Alfred Wilm, né le 25 juin 1869 à Niederschellenberg, arrondissement de Löwenberg-en-Silésie en province de Silésie et mort le 6 août 1937 à Saalberg, arrondissement d'Hirschberg-des-Monts-des-Géants, est un chimiste et métallurgiste allemand.
Il est connu pour avoir inventé l'alliage Al-3,5-5,5% Cu-Mg-Mn, maintenant connu sous le nom de duralumin, largement utilisé en aviation.